# أتمتة المنزل لكبار السن وذوي الإعاقة

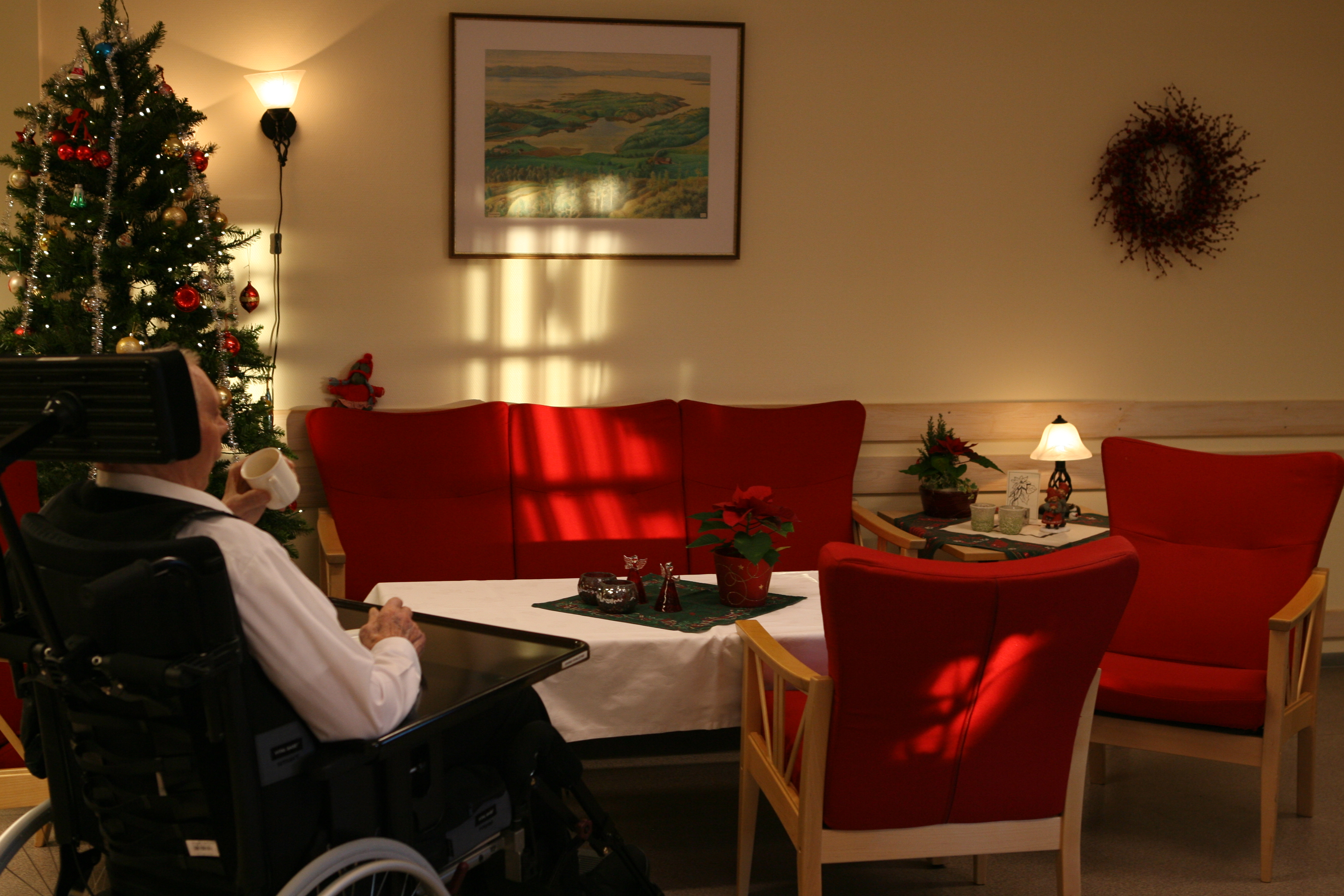
مسن في أحد دور رعاية المسنين بالنرويج

أتمتة المنزل لكبار السن وذوي الإعاقة تهدف إلى تمكين كبار السن والأشخاص ذوي الإعاقات من البقاء في منازلهم بأمان وراحة. تُعد أتمتة المنزل خياراً متزايد الاعتماد لكبار السن والأشخاص ذوي الإعاقة الذين يفضلون البقاء في منازلهم بدلاً من الانتقال إلى مرافق الرعاية الصحية. ويُستخدم في هذا المجال العديد من التقنيات والمعدات المشابهة لأتمتة المنازل المخصصة للأمن والترفيه وترشيد استهلاك الطاقة، لكنها تُخصص لتلبية احتياجات المسنين وذوي الإعاقات.

## المفهوم
هناك نوعان أساسيان من أنظمة أتمتة المنزل لكبار السن: أنظمة الصحة المدمجة والشبكات الصحية الخاصة. تقوم أنظمة الصحة المدمجة بدمج المستشعرات والمعالجات الدقيقة في الأجهزة والأثاث والملابس، بحيث تقوم بجمع بيانات تُحلل لاحقاً ويمكن استخدامها لتشخيص الأمراض والتعرّف على أنماط الخطر. أما الشبكات الصحية الخاصة، فتعتمد على تقنيات الاتصال اللاسلكي لربط الأجهزة المحمولة وتخزين البيانات في قاعدة بيانات صحية منزلية. ونظراً للحاجة المتزايدة إلى خيارات الرعاية الصحية للسكان المسنين، فإن هناك "اهتماماً كبيراً من الصناعات وصنّاع السياسات
يُطبق نظام أتمتة المنزل في منازل كبار السن وذوي الإعاقات بهدف الحفاظ على استقلاليتهم وسلامتهم، إلى جانب تقليل التكاليف والقلق المرتبطين بالانتقال إلى منشآت الرعاية الصحية. أما بالنسبة للأشخاص ذوي الإعاقة، فإن المنازل الذكية تتيح لهم فرصاً أكبر للاستقلالية، من خلال توفير أنظمة المساعدة الطارئة، وميزات الأمان، والوقاية من السقوط، والموقتات الآلية، والتنبيهات، بالإضافة إلى إمكانية المتابعة من قبل أفراد العائلة عبر الإنترنت.

## تنفيذ خدمات الصحة عن بُعد

### الخلفية
تشير الصحة عن بُعد إلى استخدام الخدمات التقنية والإلكترونية لتقديم الرعاية الصحية وتحسين نظام تقديم الخدمات الصحية. وغالباً ما يُخلط هذا المصطلح مع الطب عن بُعد، الذي يشير تحديداً إلى تقديم الخدمات السريرية عن بُعد. أما الصحة عن بُعد، فهي تشمل تقديم الخدمات السريرية وغير السريرية الخاصة بـالرعاية الصحية من موقع بعيد. وتُعزز هذه التقنية التشخيص والعلاج والتعليم والإدارة الذاتية بعيدًا عن مقدمي الرعاية الصحية وفي منازل الناس.

### دوافع التنفيذ
يهدف استخدام الصحة عن بُعد إلى تكملة النظام الصحي التقليدي. ومع ازدياد الضغط على النظام الصحي الناتج عن التزايد المستمر في أعداد كبار السن ونقص مقدمي الرعاية الصحية، يواجه العديد من كبار السن وذوي الإعاقة صعوبات في الوصول إلى خدمات الرعاية الصحية. وقد تسهم الصحة عن بُعد في سد الفجوة بين الطلب المتزايد من المرضى وتوفر الخدمات الصحية. كما تقلل هذه الخدمات من تكاليف الرعاية الصحية وتخفف من مشاكل التنقل. كما تُمكن هذه الخدمات الفئات المسنة وذوي الإعاقة من البقاء في منازلهم بكل راحة وسهولة.

### كبار السن
يُعنى طب الشيخوخة بتوفير الرعاية الصحية للفئات المسنّة، والتي غالباً ما تعاني من مشاكل صحية متعددة. ووفقاً للمعهد الوطني للصحة، فإن "أهم التهديدات تشمل الأمراض غير المعدية مثل أمراض القلب والسكتة الدماغية والسرطان والسكري وارتفاع ضغط الدم والخرف". ويمكن أن تساعد الصحة عن بُعد في مراقبة وإدارة هذه الأمراض المزمنة داخل منازل المرضى.
تتضمن بعض أجهزة المراقبة عن بُعد قياس المؤشرات الحيوية مثل ضغط الدم، والنبض، وتشبع الأكسجين، والوزن. وهناك أجهزة أخرى تُستخدم في مؤتمرات الفيديو، مما يتيح إجراء استشارات بين المريض والطبيب وتوصيل التعليمات الطبية والمعلومات الصحية إلكترونيًا. وقد أُجريت بعض الدراسات لتحليل فعالية خدمات الصحة عن بُعد على كبار السن، وأظهرت بعض النتائج تأثيرات إيجابية مثل تقليل الأعراض وتعزيز الكفاءة الذاتية لدى كبار السن المصابين بأمراض مزمنة. بينما أشارت دراسات أخرى إلى نتائج معاكسة، حيث أظهرت أن الرعاية الصحية المنزلية عن بُعد قد تكون مرتبطة بزيادة معدلات الوفاة مقارنة بالرعاية التقليدية في المستشفى. وهناك دراسات أخرى لم تُظهر نتائج حاسمة.

### السكان ذوو الإعاقة
يُعد الأشخاص الذين يعانون من إعاقات وظيفية شديدة من أكثر مستخدمي خدمات الرعاية الصحية، وهم يمثلون نسبة كبيرة من التكاليف والخدمات الصحية المخصصة. وتتطلب هذه الفئة استراتيجيات متعددة للمراقبة الذاتية والإدارة الذاتية، مما يُشكل عبئاً إضافياً على مقدمي الرعاية الصحية. وقد تتيح تقنيات الاتصالات وسيلة لتلبية الطلب المتزايد على الرعاية الصحية لهذه الفئة. ووفقاً للمعاهد الوطنية للصحة، فإن "أكبر نسبة من التكاليف الصحية... تعود إلى الأفراد الذين يعانون من إعاقات وظيفية شديدة، مثل السكتات الدماغية وإصابات الدماغ الرضحية".
وقد يستفيد المرضى الذين يعانون من إعاقات وظيفية من خدمات الصحة عن بُعد. ووفقاً لمنظمة الصحة العالمية، فإن الإعاقة الوظيفية تُشير إلى الحالات الجسدية أو العقلية التي تعيق أو تتداخل مع واحدة أو أكثر من الأنشطة الأساسية في حياة الفرد اليومية. وقد تشمل الحالات المستفيدة من الصحة عن بُعد مثل الشلل النخاعي، واضطرابات الجهاز العضلي الهيكلي، والاضطرابات النفسية، والاضطرابات العصبية. وتضم تقنيات الصحة عن بُعد أجهزة مراقبة العلامات الحيوية، وبرامج تمارين رياضية، وتقييمات لحل المشكلات، ومهام علاجية للإدارة الذاتية. إلا أن خدمات الصحة عن بُعد لا تُعد بديلاً كاملاً للرعاية، بل هي مكملة لأنواع أخرى من الرعاية.

### الاعتبارات الأخلاقية والقانونية
من بين المخاوف المرتبطة بتطبيق الصحة عن بُعد هو النطاق المحدود من الأبحاث التي تثبت بشكل حاسم فوائدها مقارنة بالرعاية الصحية التقليدية. فلا يوجد حالياً دليل قاطع على أن الصحة عن بُعد هي النموذج الأفضل لتقديم الرعاية الصحية. ومن الجوانب الأخلاقية المثارة كذلك قضية استقلالية المريض ومدى قبوله لفكرة الرعاية الصحية عبر الوسائط الإلكترونية. فغياب التفاعل المباشر وجهاً لوجه بين المريض ومقدم الرعاية، كما هو معتاد في النظام التقليدي، يُعد مصدر قلق أخلاقي لدى العديد من المهتمين.
في عام 2015، أصدرت مجلس الطب في تكساس قراراً يُلزم الأطباء في الولاية بلقاء المرضى شخصياً قبل تقديم العلاج أو وصف الأدوية عن بُعد. وقد رفعت شركة Teladoc المتخصصة في الطب عن بُعد دعوى قضائية ضد القرار في قضية Teladoc ضد مجلس الطب في تكساس، بدعوى أن القانون ينتهك قوانين مكافحة الاحتكار من خلال رفع الأسعار وتقليل عدد مقدمي الخدمات الصحية في الولاية. وقد توقّف تنفيذ القانون المقرر دخوله حيز التنفيذ في 3 يونيو 2015.
وفي عام 2017، سحبت شركة Teladoc الدعوى القضائية طوعاً بعد أن أقرّت ولاية تكساس قانوناً جديداً يسمح بالعلاج عن بُعد دون شرط اللقاء الأولي الشخصي، وهو قانون سعت الشركة جاهدة لدعمه. وفي 15 سبتمبر 2017، قام مجلس الطب في تكساس بتعديل لوائحه ليسمح لمقدمي الرعاية الصحية الحاصلين على ترخيص من الولاية بتقديم الرعاية للمرضى دون الحاجة إلى تفاعل شخصي مباشر، وهو ما قد يؤثر على ما يصل إلى 28 مليون مريض في تكساس.

## الأنظمة

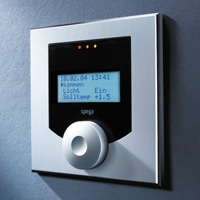
وحدة تحكم بغرفة

يمكن أن تتراوح تطبيقات أتمتة المنزل في الرعاية الصحية بين التنبيهات البسيطة للغاية والواجهات الشبكية الفاخرة التي تُدار بالحاسوب. ومن بين الأجهزة التي يمكن تركيبها في المنازل: حساسات الحركة والضوء، أدوات التحكم في البيئة الداخلية، الكاميرات، المؤقتات الآلية، أنظمة المساعدة الطارئة، والتنبيهات.

## الأمان
من أجل الحفاظ على أمان المنزل، تتكامل العديد من أنظمة أتمتة المنزل مع ميزات مثل أنظمة الدخول عن بُعد دون مفتاح، والتي تتيح لكبار السن رؤية من يقف عند الباب وفتح الباب عن بُعد. كما يمكن برمجة الشبكة المنزلية لإغلاق الأبواب تلقائيًا وسحب الستائر للحفاظ على الخصوصية.

## أنظمة وأدوات المساعدة الطارئة
يمكن تصنيف أدوات المساعدة الطارئة لكبار السن وذوي الإعاقة إلى ثلاث فئات: أنظمة الجيل الأول، وأنظمة الجيل الثاني، وأنظمة الجيل الثالث.

### الجيل الأول
تشمل هذه الأنظمة والأدوات البسيطة أنظمة التنبيه الشخصي والهواتف الخاصة بالاستجابة للطوارئ، والتي لا يلزم دمجها ضمن نظام منزل ذكي. ويتكوّن النظام النموذجي من جهاز إرسال صغير لاسلكي يُرتدى حول الرقبة أو المعصم. ويُوصل الجهاز المركزي بمقبس الهاتف، ويحتوي على مكبر صوت وميكروفون. عند تفعيل الجهاز من قِبل المستخدم، يتم الاتصال بمركز مراقبة يعمل على مدار الساعة.
يتحدث الموظف في المركز مع المستخدم لتحديد نوع المساعدة المطلوبة، ويتم إرسال خدمات الطوارئ إذا لزم الأمر. يحتفظ المركز بمعلومات المستخدم مثل الأعراض الطبية وحساسية الأدوية. يحتوي الجهاز على بطارية احتياطية قابلة لإعادة الشحن، كما يمكنه تنبيه المركز في حال انخفاض شحن البطارية أو انقطاع التيار الكهربائي. وتحتوي الأنظمة الحديثة على أدوات إرسال لاسلكية نشطة يتم التحقق منها بشكل منتظم، مما يضمن سلامة البطارية وقوة الإشارة، على عكس النماذج القديمة التي قد تفشل عند الحاجة بسبب نفاد البطارية.

### الجيل الثاني
تقوم هذه الأنظمة بتوليد التنبيهات والإنذارات تلقائيًا إذا تم اكتشاف تغيّرات كبيرة في العلامات الحيوية للمستخدم. وتُدمج هذه الأنظمة عادةً في الشبكات المنزلية بالكامل، وتُتيح للمهنيين الصحيين مراقبة المرضى من منازلهم. يتكوّن أحد هذه الأنظمة من هوائي يُمسكه المريض فوق جهاز قلبي مزروع في جسمه لنقل البيانات عبر خط الهاتف ليتمكن الطبيب من الاطلاع عليها. ويمكن للمريض أو أفراد أسرته الوصول إلى البيانات أيضًا.
ومن الأمثلة الأخرى على هذا النوع من الأنظمة: القميص الذكي، والذي يُقيس معدل نبض القلب، وتخطيط القلب، والتنفس، ودرجة الحرارة، ووظائف حيوية أخرى، وينبه المريض أو الطبيب في حال وجود مشكلة.

### الجيل الثالث
تهدف أنظمة الجيل الثالث إلى مساعدة كبار السن وذوي الإعاقة على التعامل مع مشاعر الوحدة والاكتئاب من خلال ربطهم بأشخاص آخرين من نفس الفئة عبر الإنترنت، مما يقلل من شعورهم بالعزلة.

## أنظمة التذكير
يمكن أن تتضمن أنظمة أتمتة المنزل أنظمة تذكير تلقائية لكبار السن. وتكون هذه الأنظمة متصلة بالإنترنت وتصدر تنبيهات عبر نظام الاتصال الداخلي. ويمكنها تذكير المستخدمين بمواعيد الأطباء، وتناول الأدوية، والمهام اليومية مثل إطفاء الموقد، إغلاق الستائر، أو قفل الأبواب. ويمكن للمستخدم اختيار المهام التي يرغب في التذكير بها.
كما يمكن إعداد النظام لتنفيذ بعض المهام تلقائياً استناداً إلى حركة المستخدم، مثل تشغيل الإضاءة أو ضبط درجة حرارة الغرفة عند دخوله منطقة معينة. وتوجد أنظمة أخرى ترسل تذكيرات للمستخدمين داخل المنزل أو خارجه لتناول الدواء، مع تحديد الكمية، وذلك من خلال ساعة تنبيهية برسائل نصية وإنذار طبي. كما يمكن استخدام أنظمة التذكير للتنبيه إلى مهام يومية مثل تناول الغداء أو الخروج للنزهة.
وتوفر بعض المجتمعات المحلية خدمات مجانية للمكالمات التطمينية الهاتفية لسكانها، تشمل فحوصات السلامة والتذكير. وقد نُسب لهذه الخدمات الفضل في إنقاذ حياة العديد من كبار السن الذين اختاروا البقاء في منازلهم.

## توزيع الأدوية والتغذية بالملعقة
تتيح المنازل الذكية استخدام أجهزة توزيع الأدوية عن بُعد Remote dispensing لضمان تناول الجرعات الصحيحة في الأوقات المناسبة. وتُوزع موزعات الحبوب الآلية الأدوية المقررة فقط، وتكون مغلقة؛ وتوجد إصدارات مخصصة لمرضى ألزهايمر مزودة بأقفال.
أما لمرضى السكري، فيمكنهم استخدام أجهزة مراقبة سكر ناطقة تساعدهم على فحص مستوى السكر وتناول الجرعة المناسبة من الحقن. وتُستخدم موازين حرارة رقمية لرصد الحمى وتنبيه الأطباء، كما تقوم أجهزة قياس ضغط الدم والنبض بصرف أدوية ارتفاع الضغط عند الحاجة. وتتوفر أيضاً روبوتات مخصصة للتغذية بالملعقة.

## الروبوتات المنزلية
تتضمن المنازل الذكية روبوتات منزلية Domestic robots متصلة بالشبكة المنزلية، تُستخدم في أداء أو مساعدة الأعمال المنزلية مثل الطهي والتنظيف. وتوجد روبوتات مخصصة لإعطاء الأدوية وتنبيه مقدم الرعاية عن بُعد في حال عدم تناول المريض لجرعته (سواء كانت دواءً فموياً أو غير فموي).

## إحصاءات

### إحصاءات كبار السن والمنازل الذكية
وفقًا لاستطلاع أجرته شركة AARP عام 2023، فإن نسبة كبيرة من كبار السن في الولايات المتحدة يستخدمون تقنيات المنازل الذكية، ويتصدرهم من هم فوق سن الخمسين.
| الفئة العمرية   | نسبة الاستخدام أو الاهتمام                                    |
| --------------- | ------------------------------------------------------------- |
| 50 عامًا فأكثر   | 51%                                                           |
| 70 عامًا فأكثر   | 23%                                                           |
| كبار السن (عام) | 10% يستخدمون أجهزة ذكية متصلة بالإنترنت (مثل السماعات الذكية) |

### مخاوف الخصوصية وأهمية الأمان في المنازل الذكية (2023)
أظهرت دراسة منشورة في "Enterprise Apps Today" عام 2023 تفاوتًا في وعي المستخدمين بمخاطر التجسس عبر أجهزة المنازل الذكية، وكذلك في تقديرهم لأهمية الأمان المنزلي:
| الدولة           | القلق من التجسس | أهمية الأمان المنزلي |
| ---------------- | --------------- | -------------------- |
| جنوب أفريقيا     | 26%             | 58%                  |
| الهند            | 25%             | 54%                  |
| الصين            | 23%             | 51%                  |
| المكسيك          | 26%             | 48%                  |
| إسبانيا          | 30%             | 42%                  |
| بولندا           | 19%             | 42%                  |
| المملكة المتحدة  | 22%             | 41%                  |
| الولايات المتحدة | 25%             | 38%                  |
| ألمانيا          | 25%             | 34%                  |
| إيطاليا          | 23%             | 33%                  |
| هولندا           | 18%             | 33%                  |
| كندا             | 26%             | 33%                  |
| كوريا الجنوبية   | 23%             | 32%                  |
| السويد           | 20%             | 31%                  |
| فرنسا            | 24%             | 27%                  |

### أكثر الأجهزة الذكية انتشارًا في المنازل الأمريكية
تُظهر الإحصائيات الحديثة أن أجهزة التلفاز الذكية تتصدر قائمة الأجهزة الذكية الأكثر استخدامًا في الولايات المتحدة. فيما يلي نسب امتلاك الأجهزة الذكية بين السكان:
| الجهاز الذكي                         | نسبة الاستخدام (%) |
| ------------------------------------ | ------------------ |
| التلفاز الذكي (Smart TV)             | 64%                |
| السماعة الذكية (Smart Speaker)       | 27%                |
| جهاز البث (مثل Amazon Fire TV)       | 24%                |
| كاميرا الأمان الذكية                 | 20%                |
| مكبر صوت بلوتوث بدون مساعد صوتي      | 20%                |
| لمبات ذكية (Smart bulbs)             | 19%                |
| مقابس ذكية (Smart plugs)             | 15%                |
| جهاز منزلي كبير ذكي (مثل الثلاجة)    | 15%                |
| منظمات الحرارة المتصلة (Thermostats) | 14%                |
| الأقفال الذكية (Smart lock)          | 13%                |

### اتجاهات الابتكار في المنازل الذكية حول العالم (2023)
تشير البيانات إلى أن الاتصال الذكي داخل المنازل وأنظمة الأمان هما الأكثر تأثيرًا في تطوير تكنولوجيا المنازل الذكية عالميًا في عام 2023:
| الاتجاه                                                 | نسبة التأثير (%) |
| ------------------------------------------------------- | ---------------- |
| الاتصال الذكي داخل المنزل (Smart home connectivity)     | 22%              |
| الأمان داخل المنزل (Smart inhouse security)             | 21%              |
| الإدارة الصحية المخصصة (Personalized health management) | 14%              |
| التدفئة الذكية (Smart home heating)                     | 9%               |
| الترفيه من الجيل التالي (Next generation entertainment) | 9%               |
| الإضاءة المتقدمة (Advanced lighting)                    | 8%               |
| إدارة الطاقة الذكية (Intelligent energy management)     | 7%               |
| المنزل المستدام (Sustainable home)                      | 6%               |
| الروبوتات المنزلية (Home robotics)                      | 4%               |

### التوقعات المستقبلية لأتمتة المهام المنزلية (2028–2033)
تشير التقديرات إلى أن العديد من المهام المنزلية قد تصبح مؤتمتة بالكامل خلال العقد المقبل عبر تقنيات المنازل الذكية. يعرض الجدول التالي احتمالات أتمتة المهام خلال 5 سنوات و10 سنوات:
| المهمة المنزلية         | التقدير بعد 5 سنوات (%) | التقدير بعد 10 سنوات (%) |
| ----------------------- | ----------------------- | ------------------------ |
| التسوق للمواد الغذائية  | 45.30%                  | 59.34%                   |
| التسوق (غير الغذائي)    | 39.17%                  | 50.23%                   |
| استخدام الخدمات         | 36.86%                  | 51.63%                   |
| تنظيف المنزل            | 33.55%                  | 46.18%                   |
| غسل الأطباق             | 33.29%                  | 46.89%                   |
| الطبخ                   | 32.48%                  | 46.05%                   |
| الكي وطي الملابس        | 30.68%                  | 43.52%                   |
| الغسيل                  | 28.65%                  | 42.95%                   |
| تعليم طفل               | 27.40%                  | 39.63%                   |
| البستنة                 | 27.17%                  | 39.63%                   |
| صيانة المنزل والسيارة   | 24.89%                  | 36.11%                   |
| رعاية شخص بالغ          | 23.77%                  | 34.77%                   |
| تفصيل/إصلاح الملابس     | 21.52%                  | 29.06%                   |
| رعاية الحيوانات الأليفة | 21.09%                  | 31.68%                   |
| التفاعل مع طفل          | 14.72%                  | 22.25%                   |
| مرافقة طفل خارج المنزل  | 14.09%                  | 23.55%                   |
| الرعاية البدنية للأطفال | 12.32%                  | 20.77%                   |
| المتوسط العام           | 27.47%                  | 39.07%                   |

### فوائد المنازل الذكية من وجهة نظر المستخدمين
في استطلاع رأي حديث نُشر عام 2023، اختار المشاركون أهم فائدتين يرون أن المنازل الذكية توفرها لهم. جاءت النتائج على النحو التالي:
| الفائدة                                                 | النسبة التي اختارتها ضمن أهم فائدتين (%) |
| ------------------------------------------------------- | ---------------------------------------- |
| تعزيز الأمان والسلامة (Increase safety/security)        | 43%                                      |
| التحكم والمراقبة عن بُعد (Remote monitoring and control) | 36%                                      |
| توفير الوقت (Save time)                                 | 34%                                      |
| زيادة الراحة والرفاهية (Increase comfort)               | 30%                                      |
| تقليل استهلاك الطاقة (Reduce energy usage)              | 16%                                      |
| توفير المال (Save money)                                | 11%                                      |
| تحسين مظهر المنزل العصري (Boost the "cool factor")      | 8%                                       |

### معدل امتلاك الأجهزة الذكية المنزلية في دول مختارة (2023)
تبيّن البيانات التالية نسب امتلاك الأجهزة المنزلية الذكية من النوعين الكبير (مثل الثلاجات والغسالات) والصغير (مثل الميكروويف وآلة القهوة) في عدة دول حول العالم:
| الدولة           | الأجهزة الذكية الكبيرة (%) | الأجهزة الذكية الصغيرة (%) |
| ---------------- | -------------------------- | -------------------------- |
| الهند            | 36%                        | 25%                        |
| الصين            | 35%                        | 25%                        |
| جنوب أفريقيا     | 23%                        | 13%                        |
| كوريا الجنوبية   | 20%                        | 17%                        |
| فرنسا            | 16%                        | 15%                        |
| المملكة المتحدة  | 14%                        | 12%                        |
| البرازيل         | 14%                        | 13%                        |
| الولايات المتحدة | 14%                        | 14%                        |
| المكسيك          | 13%                        | 14%                        |
| إيطاليا          | 13%                        | 10%                        |
| إسبانيا          | 13%                        | 13%                        |
| هولندا           | 13%                        | 11%                        |
| ألمانيا          | 12%                        | 10%                        |
| كندا             | 12%                        | 10%                        |
| السويد           | 11%                        | 10%                        |

## عربيا
تشهد بعض الدول العربية توجهًا ملحوظًا نحو تبنّي تقنيات المنازل الذكية الرامية لدعم كبار السن وذوي الإعاقة. فعلى سبيل المثال، تخطط دائرة الخدمات الاجتماعية في الشارقة لتحويل غرف رعاية المسنّين إلى "غرف ذكية" مجهّزة بالحساسات وأنظمة المراقبة لتوفير بيئة صحية واجتماعية متكاملة لمقيمي دور الرعاية. وفي دبي، أعلنت هيئة الصحة عن مبادرة "الحقائب الذكية" للرعاية المنزلية التي تتضمن أجهزة تطبيب عن بُعد ومراقبة صحية تشمل تخطيط القلب وكاميرات لمتابعة الحالة عن بعد. أما في السعودية، فقد أشارت تقارير إلى أن أكثر من 130 مليون أمر صوتي نُفذ عبر أجهزة المساعد الذكي مثل "أليكسا" خلال عام 2023، مما يعكس تزايد التفاعل من كبار السن مع هذه التقنيات. ووفقًا لمراجعة منهجية نشرت في دورية عربية علمية، فإن استخدام تقنيات المعلومات والاتصال لدى كبار السن العرب بين 2016 و2021 أظهر فرصًا واعدة لتحسين الرعاية، مع التأكيد على ضرورة مواءمة هذه الحلول ثقافيًا وتقنيًا.

## التحديات
أثارت التطورات الحديثة في تخصيص أتمتة المنزل لكبار السن بعض الاعتراضات. فقد أشير إلى أن "تكنولوجيا المنازل الذكية ستكون مفيدة فقط إذا تم تصميمها لتناسب احتياجات كل مريض على حدة". ويُمثل هذا تحديًا حاليًا، حيث إن العديد من واجهات الأنظمة المنزلية "لا تأخذ بعين الاعتبار القيود الوظيفية المرتبطة بالتقدم في السن".
وتبرز مشكلة أخرى تتعلق بسهولة الاستخدام بالنسبة لكبار السن الذين غالبًا ما يجدون صعوبة في التعامل مع الأجهزة الإلكترونية. كما أن تكلفة هذه الأنظمة تُعد تحديًا إضافيًا، حيث إن الحكومة الأمريكية لا تقدم دعماً لكبار السن الذين يرغبون في تركيب هذه الأنظمة (في حين أن بعض الدول مثل إسبانيا تقدم ذلك ضمن قانون الإعالة.
أما أكبر المخاوف التي عبّر عنها المستخدمون المحتملون لتقنية المنازل الذكية فهو "الخوف من غياب التفاعل البشري أو احتمال استبدال مقدمي الرعاية البشريين بالتقنية"، لكن يُنظر إلى أتمتة المنزل على أنها وسيلة مساندة للرعاية البشرية، وليست بديلاً عنها.

## للقراءة الموسعة (بالإنجليزية)
- Slatalla, Michele. "Is 'Smart House' Still an Oxymoron?" New York Times. 31 يوليو 2008.